# Zygothrica latipanops
Zygothrica latipanops är en tvåvingeart som beskrevs av David Grimaldi 1987. Zygothrica latipanops ingår i släktet Zygothrica och familjen daggflugor.
Artens utbredningsområde är Costa Rica. Inga underarter finns listade i Catalogue of Life.